# Morinville
Morinville is een plaats (town) in de Canadese provincie Alberta en telt 6775 inwoners (2006).